# TVG
TVG stod för TV-Gallerian och var en svensk TV-kanal som sändes under mitten av 1990-talet på samma kanalplats som TV6. Kanalen var den första svenska kanalen som var helt inriktad på home shopping och inledde sina sändningar samtidigt som TV6 1994. På TVG presenterade enbart svenska programledare varor från olika tillverkare. Tittarna kunde beställa via TVG:s kundtjänst på ett 020-nummer.
1997 fusionerades kanalen i TV-Shop och upphörde samtidigt med sina sändningar. TV-Shop driver idag en egen liknande kanal under namnet TV Shop 24 som distribueras via plattformen hos Viasat.